# کالین رونی

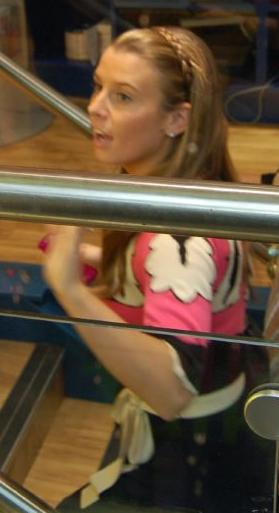
کالین در اکتبر ۲۰۰۶

کالین رونی (به انگلیسی: Coleen Mary Rooney) (تولد ۳ آوریل ۱۹۸۶) همسر بازیکن فوتبال منچستر یونایتد و تیم ملی انگلیس، وین رونی است. کالین متولد منطقه مرسی ساید در انگلستان است و به عنوان مجری تلویزیونی و مقاله‌نویس مشغول فعالیت است.